# Kurnass 2000

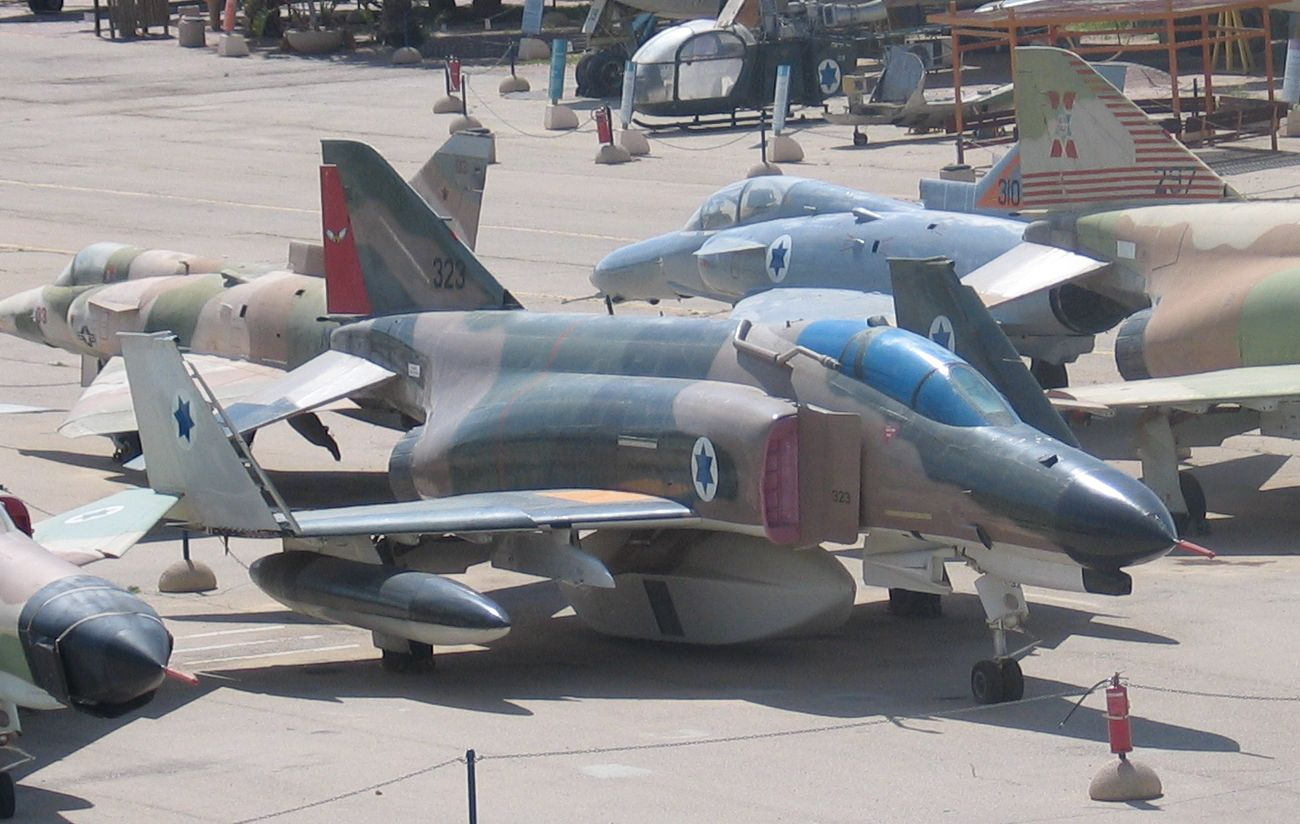
Kurnass 2000 avec un pod caméra

Le Kurnass 2000 est une des variantes (en), créée par Israël du McDonnell Douglas F-4 Phantom II américain (1958). Très ressemblant extérieurement à son ainé, le Kurnass possède en revanche une électronique de bord assez différente.

## Le F-4E Kurnass

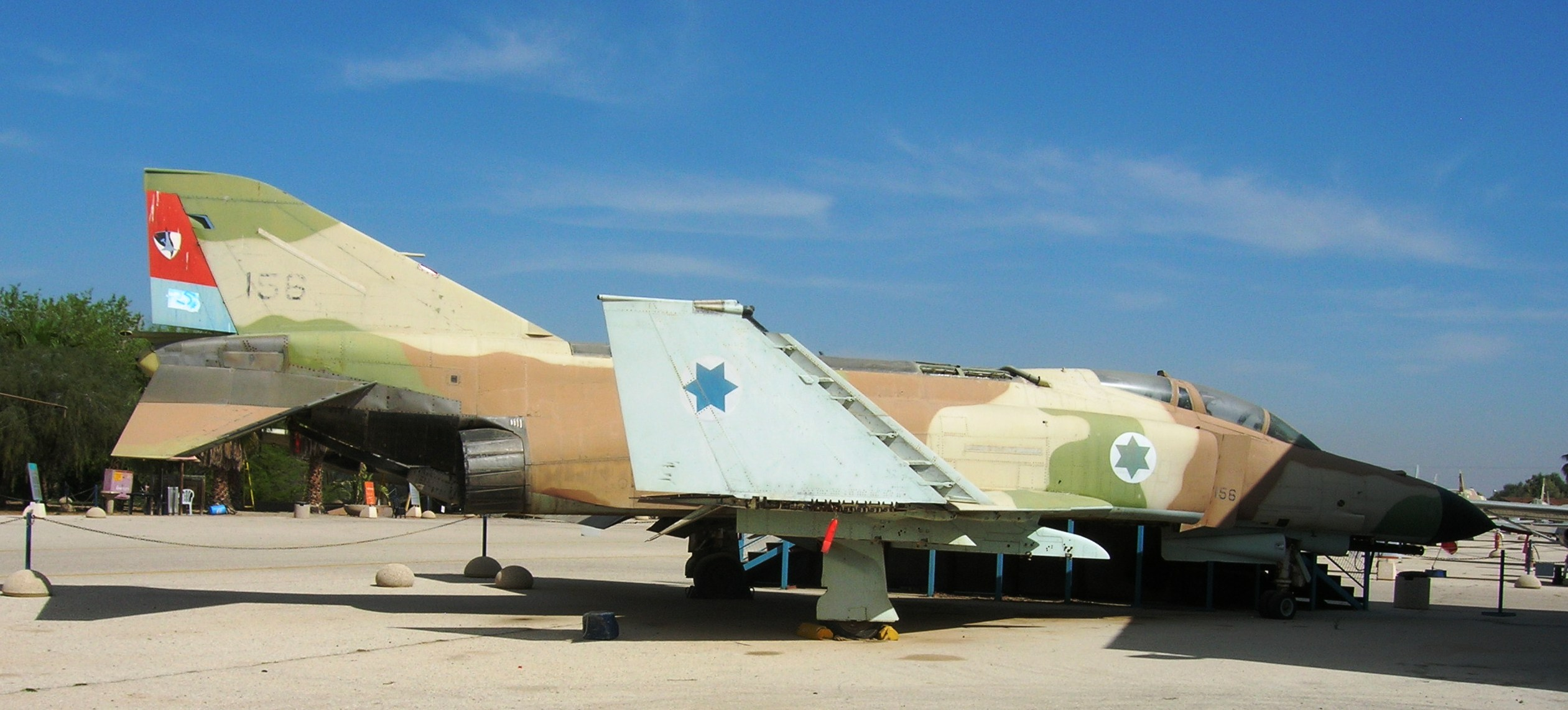
Un Kurnass en 2007 au Israel Air Force Museum.

Bien qu'étant en service depuis 1960 dans l'armée américaine, le Phantom II, n'est arrivé en Israël qu'en 1968. L'État hébreu adopte rapidement la version F-4E et la rebaptise Kurnass (Marteau-pilon ?).
Comparé au Mirage III, il est plus rapide, emporte plus d'armement, a un radar plus avancé et un meilleur rayon d'action. À bord, le pilote et l'officier systèmes d'armes peuvent se répartir plus efficacement les tâches.
Il est largement utilisé comme chasseur-bombardier par la Force aérienne israélienne durant la guerre du Kippour en 1973. Durant la guerre du Liban en 1982, il rempile comme bombardier de sites de missile surface-air, dégageant le ciel pour les McDonnell Douglas F-15 Eagle et les General Dynamics F-16 Fighting Falcon.
En 1986, lors d'une opération de bombardement d'un camp de réfugiés au Liban, un appareil est détruit en raison d'un mauvais fonctionnement selon les israéliens ou d'un tir anti-aérien selon les palestiniens. Le copilote est fait prisonnier, tandis que le pilote s'échappe de justesse en s'accrochant au patin d'un hélicoptère Bell AH-1 Cobra venu le secourir.

## Le Kurnass 2000

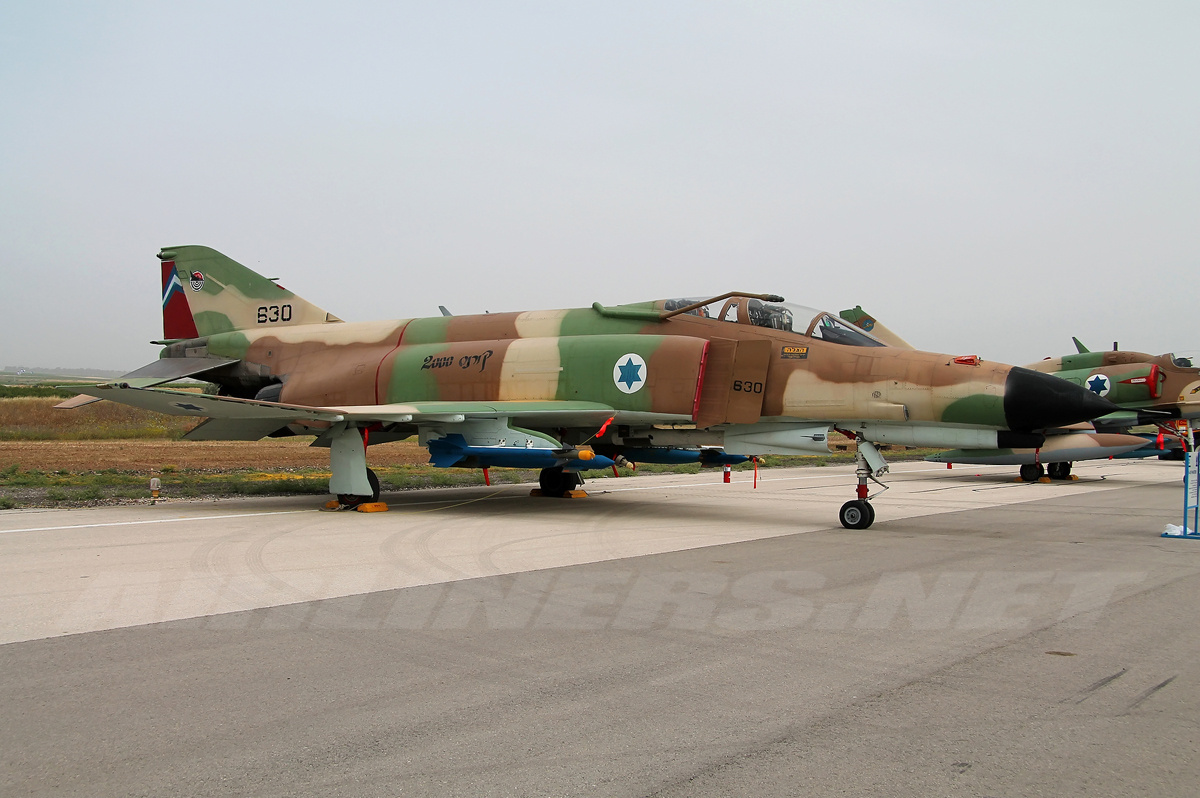
Un Kurnass 2000 exposé sur la base aérienne de Tel Nof en 2014.

Entré en service en 1989, le Kurnass 2000 est une version améliorée du Kurnass développée par la Israel Aerospace Industries.
Son radar APQ-120 d'origine est remplacé par un AN/APG-76 de la firme Norden (maintenant Northrop Grumman). Ce radar est capable "de voir vers le bas", ce qui permet de restituer une image du terrain même dans des conditions de mauvais temps.
Il adopte aussi un affichage tête haute de marque "Kaiser" (plus large que celui d'origine), des écrans multifonctions en couleur, de nouveaux ordinateurs et systèmes de communication. 
Dans la structure le câblage électrique, les réservoirs de carburant et les systèmes hydrauliques sont remplacés.
Enfin, il est capable de tirer de nouvelles munitions à guidage TV et laser.
53 F-4E ont été modifiés en Kurnass 2000. Les derniers F-4 israéliens sont retirés en 2004.

## Engagements
Le Kurnass 2000 a été engagé pour la première fois au Liban en 1991.